# Megamarsch
Der Megamarsch ist eine Wanderveranstaltung, die an mehreren Orten in Deutschland, Österreich und auf Mallorca ausgerichtet wird. Für eine Strecke von 100 oder 50 Kilometern stehen den Teilnehmern 24 bzw. 12 Stunden zur Verfügung.
Die erste Extrem-Wanderung unter diesem Markennamen wurde 2016 in Köln durch die Mönchengladbacher Hundert24 GmbH ausgerichtet. Es folgten Berlin, München, Frankfurt und Hamburg. 2019 fanden 14 Veranstaltungen mit insgesamt etwa 30.000 Teilnehmern statt. Der Megamarsch ist nicht die einzige Wanderveranstaltung dieser Art. Gemessen an der Gesamtzahl der Teilnehmer, sieht sich der Veranstalter aber als der größte in Deutschland.
Das Startup-Unternehmen wurde 2019 mit seinen 15 Mitarbeitern vom Sportmarketing-Veranstalter Infront Sports & Media übernommen.

## Strecken und Teilnehmer
Eine Strecke von 100 km ist zu bewältigen in Hamburg, München, im Weserbergland, im Ruhrgebiet, Stuttgart, Köln, Wien, Frankfurt und auf Sylt. In den Städten Dresden, Hannover, Bremen, Düsseldorf, Berlin, Nürnberg, Erfurt, Freiburg, Mönchengladbach und auf Mallorca beträgt die Distanz 50 km. Aufgrund der Bedeutung für die Austragungsorte gibt es eine Zusammenarbeit mit den lokalen Tourismuseinrichtungen.
Ab dem Erreichen der zweiten Verpflegungsstation wird dem Teilnehmer eine Urkunde ausgestellt, bei Zieleinlauf zudem eine Medaille und ein Foto. Eine Feststellung der Platzierung erfolgt nicht.  Einzelne Teilnehmer nutzen ihre Teilnahme als Spendenlauf.
Pro Marsch gibt es im Schnitt 1.000 Teilnehmer. 2019 wurde in Hamburg der Rekord von 4.500 aufgestellt. Die Auftaktveranstaltung auf Sylt war dagegen auf 333 Teilnehmer begrenzt.

## Einzelbelege
1. ↑  Andreas Gruhn: Start-up aus Mönchengladbach: Die Erfindung der Extrem-Wanderung. In: RP Online. 21. Mai 2019, abgerufen am 17. Oktober 2021.
2. 1 2  Hans-Jörg Ernst: MEGAMARSCH: Das Interview. In: hochblau.de. 30. Juli 2021, abgerufen am 17. Oktober 2021 (deutsch).
3. ↑  Pauline Schnor: Sportmarketing-Konzern Infront übernimmt Startup Megamarsch. Business Insider Deutschland GmbH, 9. Mai 2019, abgerufen am 11. Oktober 2021.
4. ↑  Megamarsch: Rinteln hat Chance für eigenen Tourismus verpasst. In: Schaumburger Nachrichten. 9. Juni 2019, abgerufen am 17. Oktober 2021.
5. 1 2  dpa: Sylt: 100 Kilometer rund um Sylt: Erster Megamarsch auf der Insel. In: Focus Online. 26. Oktober 2018, abgerufen am 17. Oktober 2021.
6. ↑  FAQ. In: Megamarsch. Hundert24 GmbH, abgerufen am 11. Oktober 2021.
7. 1 2  Melanie Last: Quälerei im Wanderschuh. In: Deutsche Welle. 20. September 2017, abgerufen am 17. Oktober 2021.
8. ↑  Im Interview: Andreas Schultz nimmt am Megamarsch in Hamburg teil. In: kreiszeitung.de. 22. März 2018, abgerufen am 17. Oktober 2021.
9. ↑  Hamburger Behörde für Umwelt, Klima, Energie und Agrarwirtschaft: MEGAMARSCH auf dem Grünen Ring. 2021, abgerufen am 17. Oktober 2021.